# Lake Mills (Iowa)
Lake Mills – miasto w Stanach Zjednoczonych, w stanie Iowa, w hrabstwie Winnebago. Zgodnie ze spisem statystycznym z 2000 roku, miasto liczyło 2 140 mieszkańców.